# Star Screen Award/Beste Nebendarstellerin
Der Star Screen Award Best Supporting Actress ist eine Kategorie des indischen Filmpreises Star Screen Award.
Der Star Screen Award Best Supporting Actress wird von einer angesehenen Jury der Bollywoodfilmindustrie gewählt und seit 1996 vergeben. Die Gewinnerinnen werden jedes Jahr im Januar bekannt gegeben.
Liste der Gewinnerinnen:
| Jahr | Schauspielerin        | Film                      | Deutscher Titel                         |
| ---- | --------------------- | ------------------------- | --------------------------------------- |
| 1996 | Mitha Vashisht        | Drohkaal                  | —                                       |
| 1997 | Seema Biswas          | Khamoshi: The Musical     | —                                       |
| 1998 | Shabana Azmi          | Mrityudand                | —                                       |
| 1999 | Shefali Shah          | Satya                     | —                                       |
| 2000 | Sushmita Sen          | Biwi No. 1                | —                                       |
| 2001 | Sonali Bendre         | Hamara Dil Aapke Paas Hai | —                                       |
| 2002 | Raveena Tandon        | Aks                       | —                                       |
| 2003 | Madhuri Dixit         | Devdas                    | Devdas – Flamme unserer Liebe           |
| 2004 | Juhi Chawla           | 3 Deewarein               | Drei Häftlinge im Todestrakt            |
| 2005 | Rani Mukerji          | Yuva                      | Yuva                                    |
| 2006 | Shweta Prasad         | Iqbal                     | —                                       |
| 2007 | Kiron Kher            | Rang De Basanti           | Rang De Basanti – Die Farbe Safran      |
| 2008 | Chak De! India Girls  | Chak De! India            | Chak De! India – Ein unschlagbares Team |
| 2009 | Shahana Goswami       | Rock On!!                 | —                                       |
| 2010 | Arundhati Nag         | Paa                       | —                                       |
| 2011 | Shernaz Patel         | Guzaarish                 | Guzaarish – Die Magie des Lebens        |
| 2012 | Aditi Rao Hydari      | Yeh Saali Zindagi         | —                                       |
| 2013 | Dolly Ahluwalia       | Vicky Donor               | —                                       |
| 2014 | Swara Bhaskar         | Raanjhanaa                | —                                       |
| 2015 | Tabu                  | Haider                    | —                                       |
| 2015 | Seema Pahwa           | Ankhon Dekhi              | —                                       |
| 2016 | Priyanka Chopra Jonas | Bajirao Mastani           | —                                       |
| 2017 | Shabana Azmi          | Neerja                    | —                                       |
| 2018 | Neha Dhupia           | Tumhari Sulu              | —                                       |
| 2018 | Meher Vij             | Secret Superstar          | —                                       |
| 2019 | Surekha Sikri         | Badhaai Ho                | —                                       |
| 2021 | Disha Patani          | Malang                    | —                                       |